# Beni Affet
 (mai 2018).
Si vous disposez d'ouvrages ou d'articles de référence ou si vous connaissez des sites web de qualité traitant du thème abordé ici, merci de compléter l'article en donnant les références utiles à sa vérifiabilité et en les liant à la section « Notes et références ».
Beni Affet (arabe : سامحيني) est une série turque.

## Synopsis
Eylül décide de se venger d'Osman Kozan, selon elle, il avait brûlé volontairement sa maison lorsqu’elle était petite. Eylül a réussi à sauver sa sœur pendant l'incendie, mais elle finit par la perdre par la suite pour se retrouver seule. Sa sœur, quant à elle, a pu avoir une famille d'accueil, la famille Kozan ! 
Eylül, ayant grandi et devenu adulte, croyant que ses parents sont morts dans l'incendie et qu'Osman Kozan en est le coupable, elle décide de venger sa famille en commençant par Feride, tout en ignorant qu'il s'agit de sa sœur, puis de se marier avec Cüneyt Kozan pour ainsi faire partie de la famille et poursuivre sa vengeance. Au fur et à mesure, les filles découvriront que leurs parents ne sont pas décédés et qu'Osman n'est pas le vrai coupable, pire encore, elles finiront par découvrir leur lien de parenté après tant de rivalité et de haine.

## Personnages (acteurs principaux)
- Şeyma Korkmaz : Feride (8 saisons)
- Gamze İğdiroğlu : Eylül (5 saisons)
- Murat Danacı : Cüneyt (7 saisons)
- Özgün Çoban : Tunç (4 saisons)
- Mert Altınışık : Kemal (5 saisons)
- Gaye Turgut Evin : Bahar (6 saisons)
- Deniz Evin : Umut (6 saisons)

## Épisodes et saisons
- Cette série comporte 8 saisons
- Nombre d'épisodes : 1 477 (Turquie) et 1 728 (Maroc)

## Diffusions
La série est produite et diffusée par Star TV en langue turque en Turquie. Elle est rediffusée sur la chaine Youtube de Beni Affet.
La série était diffusée sur 2M au Maroc en arabe marocain, et s'est terminé sur son 1 728e épisode le 24 juillet 2019.